# Bob Gregory (Comickünstler)
Robert „Bob“ P. Gregory (* 20. Oktober 1921 in Los Angeles, Kalifornien; † 5. Dezember 2003) war ein Texter und Zeichner von Disney-Comics.

## Biografie
Bob Gregory wurde in Los Angeles geboren und besuchte das dortige Otis Art Institute, wo er Zeichnen im Allgemeinen und das technische Zeichnen im Besonderen erlernte. Im Zweiten Weltkrieg diente er im Südpazifik. Nach einer Tätigkeit als technische Zeichner bei einem Flugzeughersteller versuchte er sich als Werbegrafiker und Zeitschriftenillustrator.
1957 reichte er bei Western Publishing verschiedene Comic-Entwürfe mit Zeichentrickfiguren ein, von denen die Disney-Zeichnungen bei den Redakteuren Chase Craig und Del Connell auf Gefallen stießen und er als fester freier Autor angestellt wurde.
Bereits mit seiner dritten eingereichten Geschichte (Christmas in Duckburg – Weihnachten in Entenhausen, CP9, 1958) hatte Gregory ungewöhnlichen Erfolg, sie wurde von Carl Barks gezeichnet. Ab 1959 schrieb er regelmäßig für verschiedene Zeitschriften, die Disney-Comics veröffentlichten, diese Geschichten wurden häufig von Tony Strobl gezeichnet. Auch später arbeitete er mit Barks zusammen, unter anderem an Daisy-Duck-Tagebuch-Geschichten. Er erfand den später von vielen anderen Autoren verwendeten Entenhausener Milliardärsklub. Ab 1961 illustrierte er erstmals auch selbst seine Geschichten. Er beschäftigte sich nahezu ausschließlich mit dem Duck-Universum, kaum mit Micky Maus, dafür aber auch mit anderen Trickfiguren. Ab 1970 zeichnete er fast jede seiner Geschichten selbst.
1987 ging Gregory in Pension, nachdem er 27 Jahre für Disney gezeichnet hatte. 1996 erschienen seine Erinnerungen an den Krieg: Letters from the South Pacific. Er starb am 5. Dezember 2003 an einer Lungenentzündung.

## Familie
Seine Tochter Roberta Gregory ist ebenfalls Comicautorin. Sie erfand die feministische Antiheldin Bitchy Bitch.